# Недоказуемые утверждения
Недоказу́емые утвержде́ния в какой-либо теории — утверждения, которые нельзя ни доказать, ни опровергнуть в рамках этой теории. Теорема Гёделя о неполноте говорит, что в каждой достаточно сложной непротиворечивой теории, включающей в себя формальную арифметику, имеется недоказуемое [и неопровергаемое в ней] утверждение. Однако нахождение достаточно простых утверждений такого рода и доказательство их недоказуемости — сложная задача.
Наиболее известными и важными результатами здесь являются следующие:
- 5-й постулат Евклида недоказуем с помощью остальных аксиом классической геометрии.
- Аксиома выбора и континуум-гипотеза недоказуемы в теории множеств с аксиоматикой Цермело — Франкеля (ZF).
- Теорема Париса–Харрингтона недоказуема в арифметике Пеано.

## См.также
- Доказательство
- Аксиома
- Теорема